# Ҟ (слово ћирилице)
Ҟ ҟ (Ҟ ҟ; искошено: Ҟ ҟ) је слово ћириличног писма. Зове се К са потезом. Настаје од ћириличног слова К (К к) додавањем потеза кроз горњи део вертикалног стабла слова.
К са потезом се користи у писму абхаског језика за представљање увуларног избацивача /кʼ/ - то је 26. слово азбуке, постављено између диграфа ⟨Қә⟩ и ⟨Ҟь⟩.

## Рачунарски кодови
| Знак                      | Ҟ                                      | Ҟ                                      | ҟ                                    | ҟ                                    |
| ------------------------- | -------------------------------------- | -------------------------------------- | ------------------------------------ | ------------------------------------ |
| Назив у Уникоду           | CYRILLIC CAPITAL LETTER KA WITH STROKE | CYRILLIC CAPITAL LETTER KA WITH STROKE | CYRILLIC SMALL LETTER KA WITH STROKE | CYRILLIC SMALL LETTER KA WITH STROKE |
| Врста кодирања            | децимална                              | хексадецимална                         | децимална                            | хексадецимална                       |
| Уникод                    | 1182                                   | U+049E                                 | 1183                                 | U+049F                               |
| UTF-8                     | 210 158                                | D2 9E                                  | 210 159                              | D2 9F                                |
| Нумеричка референца знака | &#1182;                                | &#x49E;                                | &#1183;                              | &#x49F;                              |

## Слична слова
- Қ қ

- К к

- K k